# Keith Greene
Pour les articles homonymes, voir Greene.
Keith Greene, né le 5 janvier 1938 à Leytonstone (Grand Londres) et mort le 8 mars 2021 est un ancien pilote automobile anglais. Il s'est surtout illustré en endurance dans les années 1950, mais a également couru en monoplace, parvenant notamment à se qualifier à deux reprises pour son Grand Prix national en 1960 et 1961 ainsi qu'au Grand Prix d'Allemagne 1962. Par la suite, il fit carrière comme directeur sportif, toujours dans le milieu du sport automobile.

## Résultats en championnat du monde de Formule 1
| Saison | Écurie            | Châssis    | Moteur      | Pneus  | GP disputés              | Points inscrits | Classement |
| ------ | ----------------- | ---------- | ----------- | ------ | ------------------------ | --------------- | ---------- |
| 1959   | Gilby Engineering | Cooper T45 | Climax L4   | Dunlop | 0 (1 non-qualification)  | 0               | Nc.        |
| 1960   | Gilby Engineering | Cooper T45 | Maserati L4 | Dunlop | 1                        | 0               | Nc.        |
| 1961   | Gilby Engineering | Gilby 61   | Climax L4   | Dunlop | 1                        | 0               | Nc.        |
| 1962   | Gilby Engineering | Gilby 62   | BRM V8      | Dunlop | 1 (+1 non-qualification) | 0               | Nc.        |

## Résultats aux 24 heures du Mans
| Année | Équipe                 | Voiture  | Équipiers   | Résultat |
| ----- | ---------------------- | -------- | ----------- | -------- |
| 1959  | Team Lotus Engineering | Lotus 17 | Alan Stacey | Abandon  |